# Rue Adoncour
La rue Adoncour est une rue surtout résidentielle de Longueuil sur la Rive-Sud de Montréal.

## Situation et accès
La rue Adoncour débute face à l'entrée d'un des stationnements de l'Hôpital Pierre-Boucher à l'intersection du chemin du Tremblay et se dirige vers le nord en contournant le Parc Régional de Longueuil et en traversant le secteur résidentiel Collectivité nouvelle, quartier vert créé dans les années 1980. Elle se termine au boulevard Jean-Paul-Vincent en devenant la rue de la Métropole dans le parc industriel.

## Origine du nom
La rue Adoncour aurait été nommée en l'honneur Élisabeth Souart d'Adoncourt, femme de Charles Le Moyne II qui fut le premier Baron de Longueuil.